# دباغ (مقاطعة ديواندرة)
دباغ (بالفارسية: دباغ) هي قرية تقع في منطقة مركزية ريفية في إيران. يقدر عدد سكانها بـ 160 نسمة .